# Manta Comics
Manta Comics (Coreano: 만타) es una plataforma surcoreana de cómics digitales (o webcomics) propiedad de RIDI Corporation. Funciona con su propio estudio así como con socios externos para crear cómics digitales originales. 

## Servicio
Manta es un servicio a base de suscripción que permite a todos los usuarios leer una cantidad ilimitada de contenido en su aplicación a un precio fijo.  La aplicación está disponible para Android y dispositivos iOS y todo el contenido puede verse desde su versión web oficial. 
Manta es conocida por ser la primera plataforma de webcómics en el mercado basada en suscripción.
La mayoría de los webcómics en Manta comparten derechos de propiedad intelectual con los de Ridibooks, el negocio nacional (coreano) de Ridi Corporation. 
Esta plataforma está disponible en inglés y español.

## Historia
Manta fue creado por Kisik Bae, fundador de Ridi Corporation, en noviembre del 2020. 
Aunque llegó tarde a la industria de los webcómics, Manta era uno de los pocos servicios de webcómics a base de suscripción disponibles. A diferencia de otras plataformas que consisten en pagar por episodios.
A los cuatro meses de su lanzamiento, la aplicación encabezó la lista de cómics digitales de Google Play en EE. UU.

## Contenido
Manta Comics se enfoca principalmente en traer historias originales de RIDI, una plataforma de contenido digital coreana también propiedad de RIDI Corporation, y convertirlas en webcómics. La mayoría de los títulos de Manta Comics pertenecen al género romántico, con títulos que incluyen Under the Oak Tree o Debajo del roble, Disobey the Duke if you Dare o Desobedece al duque si te atreves y Semantic Error, este último también se ha adaptado a una serie de televisión disponible en streaming. También ofrece historias en otros generos que incluyen acción, suspenso y terror.
La plataforma también colabora con titulares de derechos de propiedad intelectual de terceros para trasladar películas y relatos de acción real ya existentes a formato webcómic.
En el verano del 2022, dos volúmenes de Semantic Error fueron lanzados como novelas digitales en Amazon Kindle, haciendo esta la primera serie de Manta en ser publicada fuera de la plataforma. En marzo del 2023, Manta anunció que Desobedece al duque si te atreves (Disobey the Duke If You Dare) se convirtió en su primer título en ser distribuido como una novela gráfica impresa. 

## Base de usuarios
En una entrevista publicada, Kisik Bae comentó que la aplicación había logrado alcanzar cinco millones de descargas en abril del 2022. El número ha aumentado a ocho millones en octubre del 2022, luego a 10 millones en marzo del 2023. 

## Nota
1. ↑  «리디, 북미 시장 공략 나선다… 글로벌 웹툰 구독 서비스 '만타' 출시». 머니S. 18 de noviembre de 2020. Consultado el 18 de noviembre de 2020.
2. ↑  «웹툰 서비스 '만타', 전 세계 웹툰시장에 K-콘텐츠 전파». 16 de abril de 2021. Consultado el 16 de abril de 2021.
3. ↑  «Manta is another big Korean name in webtoon scene in North America - Pulse by Maeil Business News Korea». pulsenews.co.kr (en coreano). Consultado el 7 de noviembre de 2022.
4. ↑  «SNEAK PEEK: Fall in Love With Korean LGBTQ Webcomic Semantic Error Season 3».
5. ↑  «리디 웹툰 서비스 '만타' 3개월만 30만 다운로드 돌파». 씨넷코리아. 9 de marzo de 2021. Consultado el 9 de marzo de 2021.
6. ↑  «Manta > Search». Manta - Unlimited Comics. Consultado el 27 de octubre de 2021.